# Scusi, lei è favorevole o contrario?
Scusi, lei è favorevole o contrario? é uma comédia cinematográfica italiana de 1966 dirigida por Alberto Sordi.

## Sinopse
Tullio Conforti é um empresário de sucesso que, aos 50 anos, se vê a braços com as muitas mulheres da sua vida. Sendo contra o divórcio por motivos religiosos, ele está, de facto, separado da esposa e leva uma vida agitada, dividindo-se entre várias amantes. Por essa altura, em Itália, decorria um intenso debate sobre o divórcio.

## Elenco
- Alberto Sordi: Tullio Conforti
- Silvana Mangano: Emanuela
- Giulietta Masina: Anna
- Anita Ekberg: Olga, a baronesa
- Paola Pitagora: Valeria Conforti
- Laura Antonelli: Piera
- Bibi Andersson: Ingrid
- Franca Marzi: Camilla
- Lina Alberti: Celeste
- Tina Aumont como (Tina Marquand): Romina
- Mario Pisu: Barão Renato Santambrogio
- Eugene Walter: Igor
- Mirella Pamphili: Fiorella Conforti
- Maria Cumani Quasimodo: Baronesa Cornianu
- Caterina Boratto: Agnese Frustalupi
- Enza Sampò: entrevistadora
- Dario Argento
- Ennio Balbo